# Atleti di Cristo
Atleti di Cristo è un'associazione no profit di atleti professionisti appartenenti a varie discipline sportive, di ispirazione cristiana evangelica.

## Storia
Fondata in Brasile il 4 febbraio 1984 da due calciatori, Baltazar Maria de Morais Júnior e João Leite, che si erano incontrati nel 1979 ed avevano organizzato il primo incontro insieme a Jailton e Jânio, altri due calciatori, viene sostenuta economicamente attraverso donazioni volontarie ed è diffusa in cinquantanove paesi. Il movimento si dichiara svincolato da sindacati sportivi e da qualsiasi interesse politico, e si prepone come scopo la diffusione del messaggio evangelico attraverso lo sport. È stata creata anche una rappresentativa calcistica di questa associazione, formata da vari ex calciatori brasiliani, che organizza partite amichevoli in varie parti del Brasile e del mondo.
In Italia, il movimento ha raggiunto notorietà dopo la dichiarazione di appartenenza all'associazione di Kaká, ma tra gli altri giocatori che hanno aderito all'associazione si annoverano il difensore Leandro Castán, l'attaccante Nenê, Radamel Falcao, David Luiz,  Felipe Melo, Rubinho, Tomás Guzmán, Felipe Anderson, Nicola Legrottaglie, Ilyas Zeytulaev e Gaetano D'Agostino.
L'associazione è membro della Rete Europea Risorse Umane, un network ecumenico e interconfessionale che collabora con la Commissione Europea, il MIUR, l'Associazione Italiana Calciatori, il Centro Sportivo Italiano, la Caritas Italiana, Tv2000 (Ufficio Nazionale per i problemi sociali e il lavoro della C.E.I.), Multimedia San Paolo e Città Nuova Editrice. Le attività esposte internamente al sito dell'agenzia sono di tipo formativo, culturale e occupazionale.